# Guillermo Cañas
Guillermo Ignacio Cañas es un extenista profesional y actual entrenador de tenis nacido el 25 de noviembre de 1977 en la localidad de Tapiales, Gran Buenos Aires, Argentina.
Durante su carrera ganó un torneo Masters 1000, el Masters de Canadá 2002, y disputó la final del Masters de Miami 2007. También ganó un torneo ATP 500, 5 ATP 250 y 11 ATP Challengers. Obtuvo su mejor posición en el ranking ATP en el año 2005 al alcanzar la N.º 8, y finalizó 4 temporadas entre los primeros 15 del ranking mundial.

## Biografía
Willy Cañas comenzó a jugar al tenis profesionalmente en 1995 y a finales de 1996 ganó su primer challenger en Santiago de Chile y en abril de 1998 ingresó por primera vez al top 100 del ranking mundial de la ATP. En 1999 alcanzó su primera final ATP en Orlando, y consiguió una resonante victoria sobre el británico Tim Henman (quinto del mundo en ese momento) en la primera ronda del US Open. Toda esta primera etapa en su carrera se vio marcada por un llamativo problema a la hora de cerrar los partidos, perdiendo muchas veces encuentros que tenía casi ganados.
En el 2000 se vio afectado por una lesión y descendió hasta el puesto 231 del ranking mundial. En 2001 finalizó la temporada en el puesto número 15 y fue nombrado regreso del año por la ATP. Consiguió su primer título en Casablanca y demostró que podía obtener buenos resultados en cualquier superficie al llegar a las finales de Hertogenbosch (sobre pasto), Stuttgart (polvo de ladrillo) y Viena (carpeta), además de alcanzar la ronda de octavos de final tanto en Roland Garros como en Wimbledon. 
En 2002 se afianzó como el número 1 de Argentina y ganó el torneo más importante de su carrera, el Masters Series de Toronto, en una semana en la que venció sucesivamente a Roger Federer, Paradorn Srichaphan, Yevgeny Kafelnikov, Marat Safin, Tommy Haas y Andy Roddick, cediendo solamente un set. Además, consiguió el título en Chennai, alcanzó las finales de Casablanca y Stuttgart, y llegó a los cuartos de final de Roland Garros, donde obtuvo un triunfo sobre el número 1 del mundo, el australiano Lleyton Hewitt, en octavos de final. 
A principios de 2003, en los días previos a la serie de Copa Davis entre Argentina y Alemania, sufrió una grave lesión (fractura por estrés en la muñeca derecha) que lo dejó afuera del circuito por el resto de la temporada y lo hizo retroceder hasta el puesto número 275 del ranking mundial. Rápidamente en 2004 recuperó su lugar en el Top 100 después de llegar a los octavos de final del Abierto de Australia y a las semifinales del torneo de Acapulco. En la segunda mitad de la temporada ganó los títulos de Stuttgart, Umag y Shanghái, fue finalista en Viena y semifinalista en el Masters Series de París. Finalizó la temporada en el puesto número 11 del ranking mundial y fue suplente de la Tennis Masters Cup. Al igual que en 2001 la ATP lo reconoció como regreso del año. 
En 2005 fue Top Ten por primera vez en su carrera y llegó nuevamente a los octavos de final en el Abierto de Australia y a los cuartos de final en Roland Garros, además de ser semifinalista en el Masters Series de Indian Wells y en el torneo de Halle. A mitad de año se dio a conocer su resultado positivo en un control antidopaje realizado a comienzos de temporada en Acapulco y la sanción lo mantuvo alejado 15 meses de las canchas. 
Volvió al circuito el 12 de septiembre de 2006. En su regreso se impuso en los challengers de Belem, Montevideo, Buenos Aires y Asunción. 
En 2007 finalizó la temporada en el puesto 15 del ranking mundial gracias a que ganó el ATP de Costa do Sauipe, alcanzó las finales del Masters Series de Miami (viniendo de la clasificación) y Barcelona, las semifinales en Umag y Metz, y los cuartos de final en Roland Garros. Además de todo esto, derrotó dos veces al imbatible número 1 del mundo Roger Federer en Indian Wells y Miami.
En 2008 sus mejores resultados fueron alcanzar las semifinales en los torneos de Las Vegas y Hertogenbosch.

### Suspensión de la competición en 2005
El 8 de agosto de 2005, la Asociación de Tenistas Profesionales suspendió de las competiciones oficiales a Cañas por un período de dos años, tras resultar positivo por consumo del diurético hidroclorotiazida (HCT), en un control antidopaje el 21 de febrero de 2005 en el torneo ATP de Acapulco, México.
La sanción no hizo más que confirmar un rumor que se había difundido semanas atrás, y fue la mayor dentro de los casos de estas características al detectarse por primera vez. El diurético en sí mismo no proporciona ninguna ventaja extradeportiva, pero se considera que esta sustancia se puede utilizar para ocultar el consumo de otras.
El tenista, que en el momento de conocerse la sanción ocupaba el décimo lugar del ranking mundial, tuvo que devolver 276.070 dólares en premios más 525 puntos del ranking de individuales y 95 puntos del de dobles. Su regreso a las competencias oficiales fue fijado para el 11 de junio de 2007.
El día en que se conoció la sanción Cañas se mostró sorprendido por la dureza de la misma, y afirmó que el consumo del diurético fue un fallo de todo el sistema del torneo de Acapulco. Agregó que personal del torneo le adquirió los medicamentos con el aval de la ATP. Tras calificar el fallo de parcial, negó que la sanción signifique el fin de su carrera como tenista profesional.
La apelación resultó favorable al tenista, ya que se determinó que Cañas no había intentado obtener una ventaja deportiva, sino que el medicamento fue suministrado por error. Sin embargo determinó que existía una clara negligencia por parte del jugador al no leer el prospecto del producto, en el cual se indicaba la presencia de la sustancia. La sanción fue reducida de dos años a quince meses, por lo que pudo volver al circuito el 11 de septiembre de 2006.

### Regreso
En el verano europeo participa en el tradicional torneo de exhibición Torneo Tenis Playa de Luanco ganando a los españoles Esteban Carril y Nicolás Almagro por 6-3 6-2, y 7-6 6-7 7-5, respectivamente, adjudicándose el evento.
El martes 12 de septiembre de 2006 vuelve al circuito con una victoria, derrotando al venezolano Jonathan Medina Álvarez en el challenger de Belém, Brasil por 6-0 6-2. Después vence a los brasileños Marcos Daniel por 6-0 6-2, André Sa por 6-0 6-1, y Ricardo Mello por 6-2 7-6, para quedarse con el título tras derrotar a su compatriota Carlos Berlocq por 4-6, 6-2 7-6 (11-9) en la final, cerrando así la semana perfecta para su regreso.
Después tiene que disputar la clasificación del challenger de Gramado, donde vence al brasileño Rodrigo Grilli por 6-1 6-1 y al también brasileño Diego Matos por 6-2 6-3, pero no puede ingresar al cuadro principal al caer en la última ronda con el local Alexandre Simoni por 6-1 6-4.
Tiene revancha en el challenger de Quito, Ecuador donde derrota al mexicano Bruno Echagaray por 6-7 6-1 7-5, al también mexicano Santiago González por 4-6 6-2 6-2, a sus compatriotas Horacio Zeballos por 6-1 6-2, y Brian Dabul por 6-7 6-3 6-2, antes de caer en la final con el australiano Chris Guccione por 6-3 7-6. Después de esta actuación asciende hasta el puesto 387 del ranking mundial.
Luego participa como SE (excepción especial) en el challenger de Medellín, Colombia, y derrota al brasileño Rogerio Dutra-Silva por 6-3 6-1, a los argentinos Diego Hartfield por 6-4 6-4 y Leonardo Mayer por 1-6 6-4 6-4, y cae sorpresivamente en semifinales con el colombiano Santiago Giraldo por 6-7 7-5 7-5. El nuevo ranking ubica a Cañas en el puesto 330.
Participa nuevamente como SE en el challenger de Bogotá, Colombia. Vence al francés Jérémy Chardy por 6-3 6-1, y pierde en octavos de final con el austríaco Daniel Koellerer por 7-6 6-4.
En Montevideo supera al austríaco Werner Eschauer por 7-6 6-2, al brasileño Ricardo Mello por 6-3 5-7 6-4, al también brasileño Thiago Alves por 6-1 6-1, al francés Nicolas Devilder por 6-0 6-4, y al ecuatoriano Nicolás Lapentti, máximo favorito, por 2-6 6-3 7-6 en la final, logrando de esta manera su octavo título a nivel challenger.
Tras bajarse del challenger de Aracaju por cansancio, Cañas se presenta en el de Buenos Aires con una victoria sobre su compatriota Juan Mónaco por 6-2 4-6 6-0. Después vence al brasileño André Ghem por 6-1 6-2, al argentino Carlos Berlocq por 6-0 4-6 6-2, al costarricense Juan Antonio Marín por 6-2 6-1, y al argentino Martín Vassallo Argüello 6-3 6-4, ganando un nuevo título y quedando en el puesto 162 del ranking mundial.
En el challenger de Asunción supera a su compatriota Pablo Galdón por 6-3 6-0, luego derrota al francés Arnaud Di Pasquale por 6-3 6-2, al serbio Boris Pashanski por 6-2 6-3, nuevamente a Carlos Berlocq por 6-2 6-4 y al brasileño Flávio Saretta en la final por 6-1 6-4, ratificando su gran momento.
Después de viajar a Moscú junto al equipo argentino de Copa Davis como suplente, se presenta con una victoria sobre el brasileño Thiago Alves por 6-3 6-4 en el Torneo de Campeones, que reúne a los ganadores de las etapas de la Copa Petrobras, el circuito de challengers más importante de Latinoamérica. A continuación le gana al argentino Sergio Roitman por 6-3 6-3 y al brasileño André Ghem por 6-1 6-3 para adjudicarse invicto el Grupo A. En la final derrota al marroquí Younes El Aynaoui por 7-6 6-4. Si bien este torneo no reparte puntos para el ranking, donde termina el año en la posición 143, le sirve a Cañas para asegurarse una invitación para el próximo ATP de Costa do Sauipe.
Luego participa en la Copa Argentina de Tenis, donde derrota al argentino Martín Vassallo Argüello por 6-1 6-2, al español Carlos Moyá por 7-6 7-6, al peruano Luis Horna por 6-4 6-2, y al chileno Nicolás Massú por 6-2 6-2, para quedarse con el torneo.
Finalmente, para cerrar su calendario tenístico, juega una exhibición en Punta del Este, última del año, venciendo a Gastón Gaudio por 6-2 7-5, y perdiendo en la final con José Acasuso por 7-5 6-3.
Comienza el 2007 de la mejor manera conquistando un nuevo challenger en la ciudad de San Pablo, derrotando sucesivamente al italiano Fabio Fognini por 6-1 6-4, al brasileño Julio Silva por 6-1 6-2, al alemán Matthias Bachinger por 6-4 6-2, al también local Rogerio Silva por 6-3 6-1 y a su compatriota Diego Hartfield por 6-3 6-4. Sigue escalando posiciones en el ranking mundial, apareciendo en el puesto 106. Las victorias consecutivas en partidos oficiales ascienden a 20.
Al no poder ingresar directamente al Abierto de Australia descansa dos semanas para afrontar su primera fase de clasificación ATP en Zagreb, Croacia. Allí supera al alemán Tomas Behrend por 6-4 6-3, al austríaco Daniel Koellerer por 6-1 2-0 y abandono, y al serbio Viktor Troicki por 6-7 6-1 7-6. En el cuadro principal queda eliminado en la primera ronda al caer con el francés Fabrice Santoro por 5-7 6-3 6-2.
Semejante recuperación hacen que Cañas sea convocado por Luli Mancini para disputar la serie de Copa Davis ante Austria en Linz, correspondiente a la primera ronda del grupo mundial. Con la serie 1-0 en favor de Argentina vence al número uno austríaco, Jürgen Melzer, por 7-6 6-2 6-4. Ya con la serie ganada por Argentina supera en el quinto punto a Alexander Peya por 4-6 6-1 6-4 para sellar el 4-1 definitivo y el pasaporte a los cuartos de final.
A continuación se presenta en el ATP de Costa Do Sauipe, donde se mete en la final tras superar al brasileño Marcos Daniel por 6-1 6-4, al español Albert Portas por 6-4 6-0, y a los argentinos Agustín Calleri y Juan Ignacio Chela por idéntico marcador de 7-6 6-1. En el partido decisivo derrota al español Juan Carlos Ferrero por 7-6 6-2 para ganar el séptimo torneo ATP de su carrera.
Luego de su gran performance en Brasil alcanza el puesto 63 del ranking mundial, lo que parecía utópico 5 meses atrás cuando volvía a las canchas después de 15 meses de inactividad y ni siquiera tenía ubicación en el listado.
En su debut en el ATP de Buenos Aires supera al argentino Juan Pablo Guzmán por 7-6 6-3, obteniendo un lugar en el round robin, el nuevo formato por grupos implementado por la ATP. Consigue la victoria más resonante desde su regreso cuando vence a David Nalbandian, número 10 del mundo, por 6-4 6-4; pero queda eliminado al caer con el peruano Luis Horna por 4-6 6-2 6-2.
Tras darse de baja en el torneo de Acapulco, gana el partido de primera ronda de la fase de clasificación del Masters Series de Indian Wells ante el estadounidense Jan-Michael Gambill por 6-4 6-4, pero cae en la ronda final al perder con el alemán Alexander Waske por 7-5 4-6 7-5. Pese a la derrota, Willy ingresa al cuadro principal como perdedor afortunado. En primera ronda vence al checo Jan Hajek por 6-1 6-1. Luego derrota por 7-5 y 6-2 nada menos que a Roger Federer, número 1 del mundo y uno de los mejores jugadores de la historia, interrumpiéndole una racha de 41 victorias consecutivas. Esta caída significa para el suizo apenas su segunda en primera ronda desde que alcanzó el tope del ranking mundial en enero de 2004, y le impide superar la marca de 46 triunfos seguidos impuesta por Guillermo Vilas en 1977. Sin embargo, tras la hazaña, Cañas queda eliminado en su siguiente partido al caer con el español Carlos Moyá por 6-4 6-4.
Luego tiene que disputar la fase de clasificación del Masters Series de Miami, la que supera con éxito después de eliminar al local Brendan Evans por 6-4 6-4 y al brasileño Thiago Alves por 6-0 6-1. Ya en el cuadro principal, deja en el camino al británico Tim Henman por 3-6 6-2 6-1, al español Juan Carlos Ferrero por 6-7 6-3 7-5 y al francés Richard Gasquet por 7-6 6-3. En octavos de final nuevamente se cruza con Roger Federer y vuelve a derrotarlo, esta vez por 7-6 2-6 7-6, logrando el duodécimo triunfo de un argentino sobre un número 1 del mundo. En cuartos de final supera al español Tommy Robredo por 7-6 6-1, y en semifinales al croata Ivan Ljubičić por 7-5 y 6-2. En la gran final poco puede hacer ante el serbio Novak Đoković y cae por 6-3 6-2 6-4. Igualmente Cañas se convierte en el primer jugador surgido de la calificación en alcanzar la final de este torneo y asciende hasta el puesto 29 del ranking mundial.
Nuevamente es convocado para integrar el equipo argentino de Copa Davis, que esta vez busca el pase a semifinales enfrentado a Suecia de visitante, en Gotemburgo. Con la serie 2-0 en favor de los locales, juega el punto de dobles junto a David Nalbandian. La dupla albiceleste cae por 4-6 7-6 6-2 6-3 ante Jonas Björkman y Thomas Johansson, quedando de esta manera postergado una vez más el sueño argentino de ganar la ensaladera de plata por primera vez.
Ya recuperado de la lesión sufrida durante el Masters Series de Miami, vuelve en tradicional torneo Conde de Godó en Barcelona, y vence al bielorruso Max Mirnyi por 6-2 7-6, al checo Jiří Vaněk por 6-1 6-1, al local Pablo Andújar por 7-5 6-3, y se ve beneficiado con un walkover en cuartos de final por el retiro del ruso Nikolay Davydenko. En semifinales derrota al argentino Agustín Calleri por 7-6 6-7 6-2, pero cae en la final con el español Rafael Nadal, que logra su victoria consecutiva número 72 sobre polvo de ladrillo, por 6-3 6-4. Asciende 6 lugares en el ranking y queda en la posición 22, logrando prácticamente el objetivo que se había propuesto recién para finales de temporada.
A continuación se presenta en Múnich, pero por problemas físicos debe abandonar en la primera ronda cuando le ganaba por 6-4 1-2 al francés Nicolas Devilder.
Luego disputa la clasificación del Masters Series de Roma. Allí derrota al italiano Alessio di Mauro por 6-2 6-2 y al francés Florent Serra por 6-4 4-6 6-3 para ingresar al cuadro principal, donde supera al austríaco Jürgen Melzer por 7-5 6-2 pero cae sorpresivamente ante el francés Gilles Simon por 7-6 6-4 en segunda ronda.
La semana siguiente participa en el Masters Series de Hamburgo, esta vez directamente en el cuadro principal, y queda eliminado en su debut al caer con el argentino Juan Ignacio Chela por 6-1 4-6 6-1.
Finalmente llega Roland Garros y juega su primer grand slam en 2 años. Derrota al rumano Victor Hănescu por 6-3 6-1 6-4, al italiano Simone Bolelli por 6-4 6-3 6-3, al belga Kristof Vliegen por 6-2 6-2 2-6 6-3 y a su compatriota Juan Mónaco por 6-0 6-4 6-2, igualando su mejor resultado en el torneo. En cuartos de final pierde con el ruso Nikolay Davydenko por 7-5 6-4 6-4 en 3 horas de juego.
Actualmente Guillermo Cañas reside en Miami, lugar donde ha creado su propia academia de tenis, Canas Tennis Academy. Es el lugar donde vuelca toda su experiencia y donde día a día trabaja junto a las jóvenes promesas para ayudar cumplir los sueños de cada uno de ellos.

## Torneos ATP (9; 7+2)

### Individuales (7)

#### Títulos
| Leyenda                |
| Grand Slam (0)         |
| ATP Masters Series (1) |
| ATP Tour (7)           |

| N.º | Fecha                    | Torneo          | Superficie    | Oponente en la final | Resultado           |
| --- | ------------------------ | --------------- | ------------- | -------------------- | ------------------- |
| 1.  | 9 de abril de 2001       | Casablanca      | Tierra batida | Tommy Robredo        | 7-5 6-2             |
| 2.  | 31 de diciembre de 2001  | Chennai         | Dura          | Paradorn Srichaphan  | 6-4 7-6(2)          |
| 3.  | 29 de julio de 2002      | Toronto TMS     | Dura          | Andy Roddick         | 6-4 7-5             |
| 4.  | 12 de julio de 2004      | Stuttgart       | Tierra batida | Gastón Gaudio        | 5-7 6-2 6-0 1-6 6-3 |
| 5.  | 19 de julio de 2004      | Umag            | Tierra batida | Filippo Volandri     | 7-5 6-3             |
| 6.  | 27 de septiembre de 2004 | Shanghái        | Dura          | Lars Burgsmüller     | 6-1 6-0             |
| 7.  | 12 de febrero de 2007    | Costa do Sauipe | Tierra batida | Juan Carlos Ferrero  | 7-6(4) 6-2          |

#### Finalista (9)
| Leyenda                |
| Grand Slam (0)         |
| ATP Masters Series (1) |
| ATP Tour (8)           |

| N.º | Fecha                 | Torneo           | Superficie    | Oponente en la final | Resultado           |
| --- | --------------------- | ---------------- | ------------- | -------------------- | ------------------- |
| 1.  | 19 de abril de 1999   | Orlando          | Tierra batida | Magnus Norman        | 0-6 3-6             |
| 2.  | 18 de junio de 2001   | 's-Hertogenbosch | Hierba        | Lleyton Hewitt       | 3-6 4-6             |
| 3.  | 16 de julio de 2001   | Stuttgart        | Tierra batida | Gustavo Kuerten      | 3-6 2-6 4-6         |
| 4.  | 8 de octubre de 2001  | Viena            | Carpeta       | Tommy Haas           | 2-6 6-7(6) 4-6      |
| 5.  | 8 de abril de 2002    | Casablanca       | Tierra batida | Younes El Aynaoui    | 6-3 3-6 2-6         |
| 6.  | 15 de julio de 2002   | Stuttgart        | Tierra batida | Mijaíl Yuzhny        | 3-6 6-3 6-3 4-6 4-6 |
| 7.  | 11 de octubre de 2004 | Viena            | Carpeta       | Feliciano López      | 4-6 6-1 5-7 6-3 5-7 |
| 8.  | 19 de marzo de 2007   | Miami TMS        | Dura          | Novak Đoković        | 6-3 6-2 6-4         |
| 9.  | 23 de abril de 2007   | Barcelona        | Tierra batida | Rafael Nadal         | 6-3 6-4             |

#### Clasificación en torneos del Grand Slam
| Torneo                                                                       | 2009 | 2008 | 2007 | 2006 | 2005 | 2004 | 2003 | 2002 | 2001 | 2000 | 1999 | 1998 | Títulos |
| ---------------------------------------------------------------------------- | ---- | ---- | ---- | ---- | ---- | ---- | ---- | ---- | ---- | ---- | ---- | ---- | ------- |
| Abierto de Australia                                                         | 2R   | -    | -    | -    | 4R   | 4R   | 2R   | 3R   | 2R   | 1R   | 1R   | -    | 0       |
| Roland Garros                                                                | -    | 1R   | CF   | -    | CF   | 1R   | -    | CF   | 4r   | 1R   | 2R   | -    | 0       |
| Wimbledon                                                                    | 2R   | 1R   | 3R   | -    | -    | 1R   | -    | 2R   | 4R   | 1R   | 2R   | 2R   | 0       |
| US Open                                                                      | -    | 1R   | 2R   | -    | -    | 3R   | -    | -    | 2R   | -    | 2R   | 2R   | 0       |
| Leyenda: G:Torneo ganado; F:Finalista; SF:Semifinalista; CF:Cuartos de final |      |      |      |      |      |      |      |      |      |      |      |      |         |

### Dobles (2)

#### Títulos
| Leyenda                |
| Grand Slam (0)         |
| Tennis Masters Cup (0) |
| ATP Masters Series (0) |
| ATP Tour (2)           |

| N.º | Fecha                | Torneo    | Superficie    | Pareja           | Oponentes en la final         | Resultado      |
| --- | -------------------- | --------- | ------------- | ---------------- | ----------------------------- | -------------- |
| 1.  | 23 de agosto de 1999 | Boston    | Dura          | Martín García    | Marcel Barnard T.J. Middleton | 5-7 7-6(2) 6-3 |
| 2.  | 16 de julio de 2001  | Stuttgart | Tierra batida | Rainer Schüttler | Michael Hill Jeff Tarango     | 4-6 7-6(1) 6-4 |

#### Clasificación en torneos del Grand Slam
| Torneo               | 2009 | 2008 | 2007 | 2006 | 2005 | 2004 | 2003 | 2002 | 2001 | 2000 | 1999 | 1998 | Títulos |
| -------------------- | ---- | ---- | ---- | ---- | ---- | ---- | ---- | ---- | ---- | ---- | ---- | ---- | ------- |
| Abierto de Australia | 1R   | -    | -    | -    | -    | -    | -    | 1R   | 3R   | -    | 1R   | -    | 0       |
| Roland Garros        |      | -    | -    | -    | -    | -    | -    | -    | -    | -    | -    | -    | 0       |
| Wimbledon            |      | 1R   | -    | -    | -    | -    | -    | -    | -    | -    | -    | -    | 0       |
| US Open              |      | 2R   | -    | -    | -    | -    | 1R   | -    | -    | -    | -    | -    | 0       |
| Tennis Masters Cup   |      | -    | -    | -    | -    | -    | -    | -    | -    | -    | -    | -    | 0       |

## TorneosChallengers(15; 11+4)

### Individuales (11)

#### Títulos
| N.º | Fecha                    | Torneo          | Superficie    | Oponente en la final     | Resultado      |
| --- | ------------------------ | --------------- | ------------- | ------------------------ | -------------- |
| 1.  | 2 de diciembre de 1996   | Santiago        | Tierra batida | Franco Squillari         | 7-6 6-1        |
| 2.  | 25 de agosto de 1997     | Santa Cruz      | Tierra batida | Marcio Carlsson          | 6-2 4-6 6-2    |
| 3.  | 29 de septiembre de 1997 | Santiago        | Tierra batida | Dennis van Scheppingen   | 4-6 7-5 6-3    |
| 4.  | 20 de abril de 1998      | Espinho         | Tierra batida | Mariano Puerta           | 6-1 2-6 6-2    |
| 5.  | 14 de septiembre de 1998 | Florianópolis   | Tierra batida | Marcio Carlsson          | 6-2 7-5        |
| 6.  | 29 de diciembre de 2003  | Nueva Caledonia | Dura          | Todd Reid                | 6-4 6-3        |
| 7.  | 11 de septiembre de 2006 | Belém           | Tierra batida | Carlos Berlocq           | 4-6 6-2 7-6(9) |
| 8.  | 23 de octubre de 2006    | Montevideo      | Tierra batida | Nicolás Lapentti         | 2-6 6-3 7-6(3) |
| 9.  | 6 de noviembre de 2006   | Buenos Aires    | Tierra batida | Martín Vassallo Argüello | 6-3 6-4        |
| 10. | 13 de noviembre de 2006  | Asunción        | Tierra batida | Flávio Saretta           | 6-1 6-4        |
| 11. | 1 de enero de 2007       | São Paulo-1     | Dura          | Diego Hartfield          | 6-3 6-4        |

#### Finalista (4)
| N.º | Fecha                | Torneo   | Superficie    | Oponente en la final | Resultado      |
| --- | -------------------- | -------- | ------------- | -------------------- | -------------- |
| 1.  | 9 de marzo de 1998   | Salinas  | Dura          | André Sá             | 5-7 7-5 4-6    |
| 2.  | 29 de marzo de 1999  | Barletta | Tierra batida | Jacobo Díaz          | 7-6(8) 0-6 3-6 |
| 3.  | 12 de abril de 1999  | Bermuda  | Tierra batida | Hernán Gumy          | 3-6 6-7(3)     |
| 4.  | 2 de octubre de 2006 | Quito    | Tierra batida | Chris Guccione       | 3-6 6-7        |

### Dobles (4)

#### Títulos
| N.º | Fecha                   | Torneo       | Superficie    | Pareja                 | Oponentes en la final           | Resultado   |
| --- | ----------------------- | ------------ | ------------- | ---------------------- | ------------------------------- | ----------- |
| 1.  | 16 de noviembre de 1998 | Buenos Aires | Tierra batida | Martín García          | Alberto Martín Salvador Navarro | 6-7 6-1 6-4 |
| 2.  | 29 de marzo de 1999     | Barletta     | Tierra batida | Javier Sánchez Vicario | Gastón Gaudio Hernán Gumy       | 4-6 6-2 6-2 |
| 4.  | 15 de noviembre de 1999 | Buenos Aires | Tierra batida | Martín García          | Paul Rosner Dušan Vemić         | 6-4 6-4     |
| 5.  | 4 de diciembre de 2000  | Costa Rica   | Dura          | Adrián García          | Devin Bowen Brandon Coupe       | 7-6(5) 6-1  |

#### Finalista (1)
| N.º | Fecha                    | Torneo   | Superficie    | Pareja        | Oponentes en la final         | Resultado   |
| --- | ------------------------ | -------- | ------------- | ------------- | ----------------------------- | ----------- |
| 1.  | 20 de septiembre de 1999 | Szczecin | Tierra batida | Martín García | Aleksandar Kitinov Jack Waite | 1-6 7-5 4-6 |

## Torneos de Exhibición

### Títulos
| N.º | Fecha                   | Torneo    | Superficie | Oponente en la final | Resultado |
| --- | ----------------------- | --------- | ---------- | -------------------- | --------- |
| 1.  | 16 de diciembre de 2003 | Argentina | Carpeta    | Edgardo Massa        | 6-2 6-2   |

- 2005: Copa Patagonia (Argentina)
- 2006: Torneo Tenis Playa (España)
- 2006: Copa Argentina
- 2007: Copa de Campeones (Brasil)

## Evolución en el ranking ATP (individuales)
| Año  | Puesto  |
| ---- | ------- |
| 1994 | 557.º   |
| 1995 | 365.º   |
| 1996 | 183.º   |
| 1997 | 129.º   |
| 1998 | 95.º    |
| 1999 | 70.º    |
| 2000 | 231.º   |
| 2001 | 15.º    |
| 2002 | 15.º    |
| 2003 | 272.º   |
| 2004 | 12.º    |
| 2005 | 102.º * |
| 2006 | 143.º   |
| 2007 | 13.º    |
| 2008 | 78.º    |

2005: Estaba 8.° cuando fue suspendido por dopaje.